# Anthologie de la poésie française (André Gide)
Die Anthologie de la poésie française (Anthologie der französischen Dichtung) ist eine von dem französischen Schriftsteller André Gide (1869–1951) getroffene Auswahl von Gedichten der französischen Literatur, die 1949 in der Sammlung der NRF und später in der Bibliothèque de la Pléiade, ebenfalls bei Gallimard, veröffentlicht wurde. Gide verfasste auch eine Vorrede. Die Anthologie umfasst Dichtungen aus dem 13. bis ins 20. Jahrhundert und ist eine der Standard-Anthologien zur französischen Dichtung.

## Autoren und Titel
Sie umfasst unter anderem folgende Autoren und Titel (chronologisch):
Rutebeuf (1225–1285)
- La Grièche d’hiver
- La Pauvreté Rutebeuf
- La Complainte Rutebeuf
- La Mort Rutebeuf

Charles d’Orléans (1394–1465)
- Le temps a laissié son manteau
- Prenez tost ce baisier, mon cœur
- Complainte

François Villon (1431–1489)
- Le Petit Testament
- Le Grand Testament
- Ballade des dames du temps jadis
- Les Regrets de la belle Heaumière
- Ballade que fit Villon à la requête de la mère, pour prier Notre-Dame
- Ballade de Villon et de la Grosse Margot

Clément Marot (1496–1544)
- Plus ne suis ce que j’ai été

Charles Fontaine (1505–1588)
- Chant sur la naissance de Jean, fils de l’auteur

Maurice Scève (début du XVIe siècle–1564)
Jacques Pelletier du Mans (1517–1582)
Pernette du Guillet (1520–1545)
Pierre de Ronsard (1524–1585)
Joachim du Bellay (1525–1560)
Louise Labé (1526–1566)
Jacques Tahureau (1527–1555)
Rémy Belleau (1528–1577)
Olivier de Magny (1529–1561)
Jean-Antoine de Baïf (1532–1589)
Étienne Jodelle (1532–1573)
Jean Passerat (1534–1602)
Robert Garnier (1544–1590)
Jean Vauquelin de La Fresnaye (1535–1607)
Amadis Jamyn (1538–1592)
Philippe Desportes (1546–1606)
Agrippa d’Aubigné (1552–1630)
François de Malherbe (1555–1628)
Jacques Davy du Perron (1556–1618)
Jean de Sponde (1557–1595)
Mathurin Régnier (1573–1613)
François Maynard (1582–1646)
- Mon âme, il faut partir...

Honorat de Racan (1589–1670)
Théophile de Viau (1590–1626)
Tristan L’Hermite (1601–1655)
Jacques Vallée Des Barreaux (1602–1673)
André de Compans, R. P. Cyprien (1605–1680)
Jean de La Fontaine (1621–1695)
Laurent Drelincourt (1625–1680)
Nicolas Boileau (1636–1711)
Jean Racine (1639–1699)
Jean-François Ducis (1733–1816)
Jean-Pierre Claris de Florian (1755–1794)
André Chénier (1762–1794)
Marceline Desbordes-Valmore (1786–1859)
Alphonse de Lamartine (1790–1869)
- Le Désert, ou l’immatérialité de Dieu
- Le Soir
- Le Vallon
- L’Enthousiasme
- Le Lac
- Le Papillon
- Chant d’amour
- Pourquoi mon âme est-elle triste ?
- Jocelyn
- Les Visions
- Vers sur un album

Casimir Delavigne (1793–1843)
- Les Limbes
- Aux ruines de la Grèce païenne

Alfred de Vigny (1797–1863)
- Moïse
- Éloa
- La Maison du Berger
- La Colère de Samson
- Le Mont des Oliviers
- La Bouteille à la mer

Victor Hugo (1802–1885)
- À mes odes
- Enthousiasme
- Sara la baigneuse
- Les Djinns
- Rêverie
- Extase
- Ce siècle avait deux ans
- Lui
- À la Colonne
- Napoléon II
- Puisque j’ai mis ma lèvre
- Puisqu’ici-bas toute âme
- Soirée en mer
- Oceano nox
- Tristesse d’Olympio
- La Fête chez Thérèse
- Trois ans après
- Veni, vidi, vixi
- Paroles sur la dune
- Mugitusque boum
- Cérigo
- J’ai cueilli cette fleur pour toi sur la colline
- Les Malheureux
- Claire
- Les Mages
- À Théophile Gautier
- Le vieillard chaque jour dans plus d’ombre s’éveille
- Le Sacre de la femme
- Le Satyre
- Les Sept merveilles du monde|Les Sept Merveilles du Monde
- Booz endormi
- L’Expiation
- Le Cheval
- L’homme était la souris
- L’Ange
- Le Cantique de Bethphagé
- Pygmalion s’éprend de sa pâle statue
- Quand les nuages lourds
- Paroles de l’archange
- L’Enfer

Auguste Barbier (1805–1882)
- La Curée
- L’Idole
- Le Campo Santo

Gérard de Nerval (1808–1855)
- Daphné
- El Desdichado

Alfred de Musset (1810–1857)
- Rolla
- Lettre à M. de Lamartine
- À la Malibran
- À la Mi-Carême
- Qu’est-ce que la Poésie ?
- Chanson de Fortunio

Théophile Gautier (1811–1872)
- Affinités secrètes
- Bûchers et tombeaux
- À Zurbaran

Madame Ackermann (1813–1890)
- L’Amour et la Mort

Leconte de Lisle (1818–1894)
- Le Nazaréen
- Midi

Charles Baudelaire (1821–1867)
- Bénédiction
- Élévation
- Correspondances
- Les Phares
- L’Ennemi
- Le Guignon
- La Vie antérieure
- Parfum exotique
- La Chevelure
- Le Balcon
- L’Invitation au voyage
- Je te donne ces vers afin que si mon nom
- L’Irréparable
- Chant d’automne
- Moesta et errabunda
- Les Chats
- Les Hiboux
- La Musique
- La Cloche fêlée
- Spleen
- Spleen
- L’Irrémédiable
- Paysage
- Le Cygne
- L’Amour du mensonge
- La servante au grand cœur
- Rêve parisien
- Le Crépuscule du matin
- Une martyre
- Un voyage à Cythère
- La Mort des amants
- Le Voyage
- Lesbos
- Le Jet d’eau
- Les Yeux de Berthe
- Recueillement
- Les Plaintes d’un Icare

Louis Ménard (1822–1901)
- Circé
- Le Rishi

Théodore de Banville (1823–1891)
Charles Cros (1842–1888)
- Nocturne

José-Maria de Heredia (1842–1905)
- Le Chevrier
- Le Récif de corail
- Les Conquérants

Stéphane Mallarmé (1842–1898)
- Apparition
- Angoisse
- Brise marine
- Don du poème
- Hérodiade
- L’Après-midi d’un faune
- Toast funèbre
- Autre Éventail de mademoiselle Mallarmé
- Chansons bas
- Quand l’ombre menaça de la fatale loi
- Le vierge, le vivace et le bel aujourd’hui
- Mes bouquins refermés sur le nom de Paphos
- À la nue accablante tu
- M’introduire dans ton histoire
- Le Tombeau d’Edgar Poë
- Tombeau de Verlaine

Paul Verlaine (1844–1896)
- Mon rêve familier
- Chanson d’automne
- Clair de lune
- Les Ingénus
- Mandoline
- À Clymène
- En sourdine
- Colloque sentimental
- Avant que tu ne t’en ailles
- La lune blanche
- Il pleure dans mon cœur
- Green
- A poor young shepherd
- Beams
- Sagesse d’un Louis Racine, je t’envie !
- Non. Il fut gallican, ce siècle, et janséniste
- Vous reviendrez bientôt, les bras plein de pardons
- Écoutez la chanson bien douce
- L’âme antique était rude et vaine
- L’espoir luit comme un brin de paille dans l’étable
- Gaspar Hauser chante
- Le ciel est, par-dessus le toit
- Je ne sais pourquoi
- Kaléidoscope
- Art poétique
- Crimen amoris
- Ces passions qu’eux seuls nomment encore amours
- Laeti et errabundi
- Agnus Dei
- Vêpres rustiques
- J’admire l’ambition du Vers Libre

Tristan Corbière (1845–1875)
- Rondel
- Mirliton
- Petit Mort pour rire

Arthur Rimbaud (1854–1891)
- Le Dormeur du val
- Les Premières Communions
- Les Poètes de sept ans
- Le Bateau ivre
- Les Chercheuses de poux
- Voyelles
- Comédie de la soif
- Honte
- Chanson de la plus haute tour
- Alchimie du verbe
- Faim

Émile Verhaeren (1855–1916)
- Un Matin
- Vous m’avez dit, tel soir…
- Les Pêcheurs
- Le Menuisier
- Dialogue rustique III

Jean Moréas (1856–1910)
- Je naquis au bord d’une mer
- Les courlis dans les roseaux
- Que faudra-t-il à ce cœur qui s’obstine
- Enone au clair visage
- Proserpine cuillant des violettes
- Stances

Jules Laforgue (1860–1887)
- Complainte des débats mélancoliques et littéraires
- Complainte de la lune en province
- Solo de lune
- Mes Chauves-souris

Charles van Lerberghe (1861–1907)
- De mon mystérieux voyage
- Le Seigneur a dit à son enfant
- Ô beau rosier du Paradis
- Pardonne-moi, ô mon amour

Henri de Régnier (1864–1936)
- Ils ont heurté les portes d’or
- Scènes au crépuscule
- Odelette
- Le Visiteur

Paul-Jean Toulet (1867–1920)
- Contrerimes
- Chansons
- Coples
- Poèmes inachevés

Francis Jammes (1868–1938)
- Le Pauvre Pion
- J’aime l’âne
- L’Après-midi
- Avec ton parapluie
- Dans le verger
- Il s’occupe
- Il va neiger
- Quand verrai-je les îles
- Élégie troisième
- Prière pour être simple
- Prière pour aller au paradis avec les ânes
- Prière pour louer Dieu

Paul Valéry (1871–1945)
- La Fileuse
- Orphée
- Le Bois amical
- Aurore
- L’Abeille
- La Pythie
- L’Insinuant
- La Fausse Morte
- Ébauche d’un serpent
- Le Cimetière marin
- Palme

Emmanuel Signoret (1872–1900)
- Proclamation
- Chant héroïque
- Chant d’amour
- Le Vaisseau
- Averse de Mai
- Lévriers de Sparte
- Les Oliviers
- Élégie II
- Inscription antique pour le tombeau de madame Eugénie Toesca
- La Fontaine des Muses
- Élégie III
- Élégie IV
- Élégie VIII
- Élégie de Mai

Franc-Nohain (1872–1934)
- Chameaux
- La Complainte de monsieur Benoît
- Cantilène des trains qu’on manque

Charles Guérin (1873–1907)
- Être le jeune Adam

Henry Jean-Marie Levet (1874–1906)
- Outwards
- Afrique occidentale
- République Argentine-La Plata

Max Jacob (1876–1944)
- Établissement d’une communauté au Brésil
- Lorsque l’empereur qui devait renoncer à la souveraineté
- Villonelle
- Petite Ville anglaise le dimanche
- Printemps et cinématographie mêlés
- « Connaissez-vous Maître Eckart ? »
- Reportage de juin 40
- Vantardises d’un Marin breton ivre

Charles Ferdinand Ramuz (1878–1947)
- Chanson devant la guérite
- Chanson des Vaudois

Guillaume Apollinaire (1880–1918)
- Le Chat
- La Puce
- L’Écrevisse
- La Chanson du mal-aimé
- Les Cloches
- Rosemonde
- À la Santé
- C’est Lou qu’on la nommait
- L’Adieu du cavalier
- Chant de l’horizon en Champagne
- La Grâce exilée
- Exercice
- Le Chant de l’honneur
- Mourmelon-le-Grand
- Si je mourais là-bas...

Jean-Marc Bernard (1881–1915)
- De profundis

Catherine Pozzi (1882–1934)
- Vale
- Scopalamine
- Nyx

Raymond Radiguet (1903–1923)
- Amélie
- Avec la mort tu te maries…